# Blutsfreundschaft
Blutsfreundschaft (internationaler Verleihtitel: Initiation) ist ein österreichischer Film des Regisseurs Peter Kern aus dem Jahr 2009.

## Handlung
Der achtzigjährige Gustav Tritzinsky betreibt seit Jahrzehnten eine Reinigung in Wien. Über der Reinigung lebt er zusammen mit dem transsexuellen Jacob in einer Wohnung. Eines Nachts vermutet Gustav einen Einbrecher, doch der vermeintliche Einbrecher ist auf der Flucht vor der Polizei und verwundet. Axel, so lautet sein Name, hat sich den Neonazis angeschlossen und wurde gezwungen, einen Sozialarbeiter niederzustechen. Gustav nimmt ihn auf, verarztet ihn und bietet ihm ein Bett an.
Derweil erfährt man in Rückblenden, wie der homosexuelle Gustav seinen Freund in der HJ verraten und somit dem Tod im KZ ausgeliefert hat.
Nach kurzer Zeit erfährt Gustav davon, was Axel getan hat, möchte ihm jedoch eine zweite Chance geben. Er lässt Axel, der von seinem Stiefvater zuhause herausgeworfen wurde, bei sich einziehen und gibt ihm Arbeit in seiner Wäscherei. Als sich jedoch Axel weiter mit den Neonazis trifft und sich undankbar gegenüber Gustav verhält, wirft er ihn kurzerhand heraus.
Als die Neonazis ins Visier der Polizei geraten, wollen sie ihn ausschalten, da sie vermuten, dass er durch Axel im Bilde über ihre Machenschaften ist. Mit einer Plakatkampagne bezeichnen sie Gustav als „gefährlich“, weil er homosexuell ist. Gustav verbarrikadiert sich daraufhin in seiner Wohnung und als er sieht, wie seine Scheiben eingeschlagen werden und er mit Sprechchören beleidigt wird, will er sich aufhängen. Doch Axel kommt in letzter Sekunde in das Zimmer gestürmt, um Gustav zu retten. Axel entschuldigt sich, doch Gustav stirbt wenige Minuten später in seinen Armen. Derweil hat sich auf der Straße vor Gustavs Haus eine Gegendemonstration formiert, der es gelingt, dass die Neonazis schließlich den Platz räumen.

## Hintergrund
Blutsfreundschaft wurde 2010 im Panorama der 60. Internationalen Filmfestspiele Berlin gezeigt.

## Kritik
„Peter Kern führt Regie beim farbenfrohen Treiben zwischen krassem sozialen (Un-)Realismus, entfesseltem Gay-Cabaret-Kitsch, und rechtschaffen plakativ vorgetragener politischer Message. Einige dichte Momente und surreale Bilder. Die engagierte Leistung von Berger entschädigt für das Schlingensief-hafte Überagieren anderer. Für solche Verhältnisse ein recht konventioneller Vortrag, den auch aufgeschlossene Mainstream-Gucker nicht zu scheuen brauchen.“

„Sein (Peter Kern) Film ist zornig und ungeschönt und stopft so viel in die Erzählung, dass die Bilder immer wieder krude, atemlos aufeinanderprallen. […] Denn obwohl Kern Klischees verwendet, bricht er sie auch, lässt die Gegensätze in seinen Charakteren zur Triebfeder des Films werden. Am faszinierendsten in der Gestalt von Tritzinsky, in der Helmut Berger eine unerhörte Einsamkeit und Verzweiflung spürbar werden lässt. […] Manchmal mutet er völlig verlebt an, wie eine geisterhafte Ahnung seiner selbst, dann tritt er wieder mit der alten Eleganz auf. Weltmüdigkeit und Wärme, Verletzung und Hoffnung vermag Berger in den kleinsten Gesten spürbar zu machen.“